# باشگاه والیبال زنان گالاتاسرای
باشگاه ورزشی گالاتاسرای (به ترکی استانبولی: Galatasaray Daikin) یک باشگاه والیبال زنان است که در ترکیه]] در شهر استانبول قرار دارد.

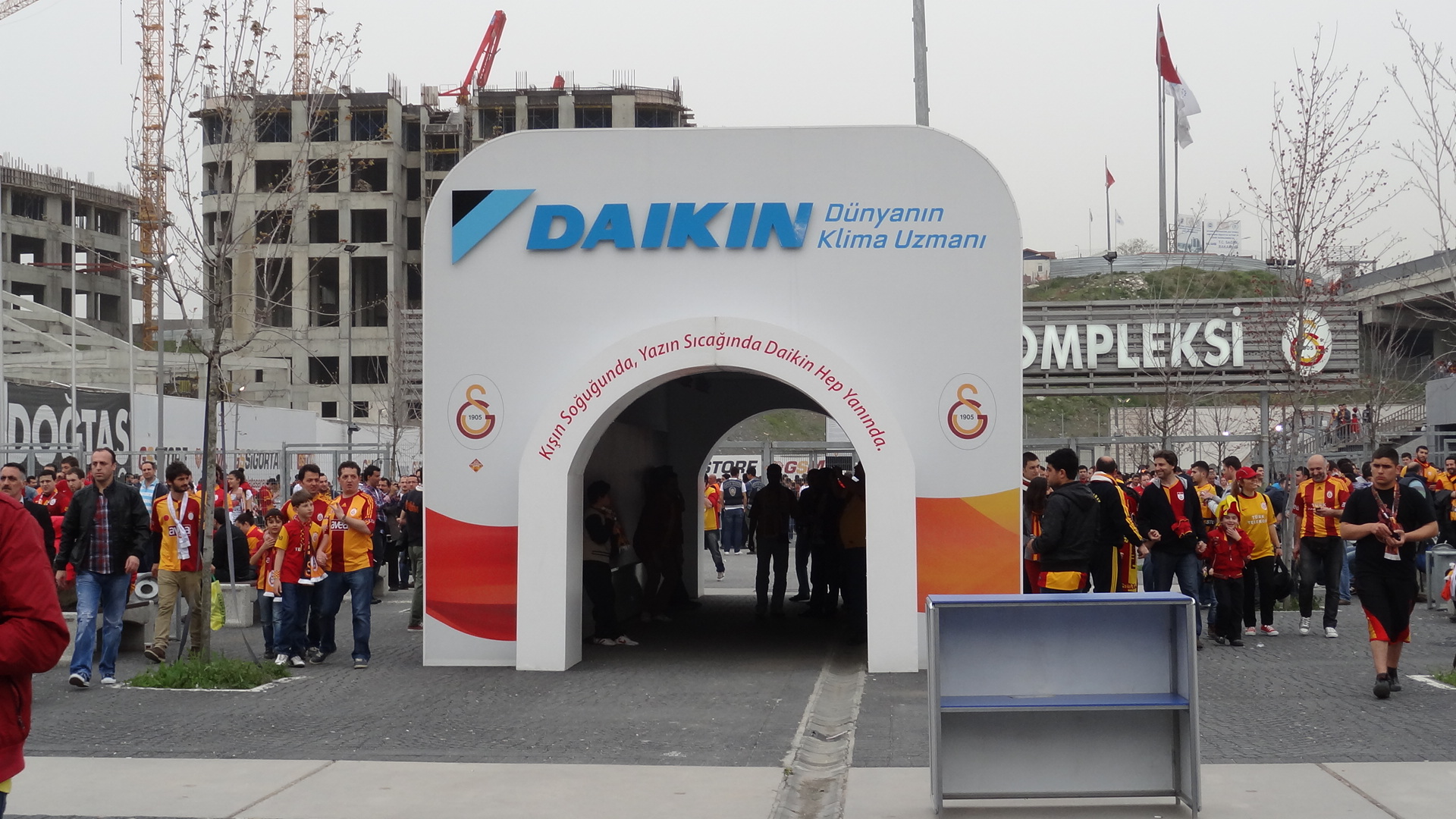
حامیان رسمی گالاتاسرای

## نام های قبلی
- گالاتاسرای (۱۹۹۲-۲۰۱۰)
- گالاتاسرای پزشکی پارک (۲۰۱۰-۲۰۱۱)
- گالاتاسرای (۲۰۱۱-۲۰۱۲)
- گالاتاسرای دایکین (۲۰۱۲ تا کنون)

## افتخارات

### داخلی
- لیگ برتر والیبال زنان استانبول:
  -  قهرمان (۷):۱۹۵۹-۱۹۶۰، ۱۹۶۱–۱۹۶۲، ۱۹۶۲–۱۹۶۳، ۱۹۶۳–۱۹۶۴، ۱۹۶۴–۱۹۶۵، ۱۹۶۵–۱۹۶۶، ۱۹۷۷–۱۹۷۸
- مسابقات قهرمانی والیبال زنان ترکیه:
  -  قهرمان (۵):۱۹۶۰-۱۹۶۱، ۱۹۶۱–۱۹۶۲، ۱۹۶۲–۱۹۶۳، ۱۹۶۳–۱۹۶۴، ۱۹۶۵–۱۹۶۶

### بین‌المللی
- مسابقات لیگ قهرمانان والیبال اروپا:
  -  چهارم (۱): مسابقات لیگ قهرمانان والیبال اروپا ۲۰۱۳
- جام حذفی زنان اروپا:
  -  دوم (۱): ۲۰۱۱
- چلنج کاپ زنان اروپا:
  -  سوم (۱): ۲۰۰۹